# 真言宗御室派
真言宗御室派（しんごんしゅうおむろは）は、日本における真言系仏教宗派のひとつで、古義真言宗に属する。総本山は仁和寺。

## 開祖
- 宗祖: 弘法大師空海
- 派祖: 寛平法皇（宇多天皇）

## 寺格（順不同）
- 総本山 仁和寺（京都府京都市右京区）
- 大本山 金剛寺（大阪府河内長野市）・大聖院（広島県廿日市市）
- 準大本山 屋島寺（香川県高松市）
- 別格本山 龍寶寺（宮城県仙台市青葉区）、蓮華寺、尊寿院（京都府京都市右京区）、久米寺（奈良県橿原市）、神呪寺（兵庫県西宮市）、本福寺（兵庫県淡路市）、福王寺（広島県広島市）、蓮台寺（岡山県倉敷市）、観龍寺（岡山県倉敷市）、遍照院（岡山県倉敷市）、箸蔵寺（徳島県三好市）、讃岐国分寺（香川県高松市）、聖通寺（香川県宇多津町）、白峯寺（香川県坂出市）、不動護国寺（香川県三豊市）、出石寺（愛媛県大洲市）、海南寺（愛媛県今治市）、鎮国寺（福岡県宗像市）、持宝院（岡山県倉敷市）
- 準別格本山 延命寺（愛媛県四国中央市）、大瀧寺（徳島県美馬市）、三津寺（大阪市中央区）、遍照寺（京都府京都市右京区）
- その他の寺院　明通寺（福井県小浜市）、慈眼院（大阪府泉佐野市）、 初馬寺（三重県津市）、林昌寺（大阪府泉南市）、葛井寺（大阪府藤井寺市）、道明寺（大阪府藤井寺市）、雲辺寺（徳島県三好市）、出釈迦寺（香川県善通寺市）

## 沿革
真言宗御室派の歴史は仁和寺の開創に始まる。真言宗の事相の流派「広沢流」の本拠として発展し、仁和寺門跡に2世性信入道親王（大御室）が就任されて以降、江戸時代末期まで門跡には法親王（皇族）を迎えた。1167年（仁安2年）5世覚性入道親王（紫金台寺御室）が綱所の印璽を下賜され、日本総法務に任ぜられると諸宗格山を支配し、日本仏教界に君臨した。塔頭寺院・子院が60余を数えた時期もあった。なお紋所は、桜に引両である。
中世に入ると、応仁の乱の戦火で、仁和寺が全焼したことが原因で衰退した。戦国期以降は足利氏・織田氏・豊臣氏が復興に努めたが、本格的な再興には至らなかった。
江戸時代に入り、江戸幕府による資金援助があり、現在地に堂塔の再建がなり、再興を果たした。
明治政府の宗教政策により、他の真言宗宗派と1879年（明治12年）に合同する。勅命により、30世純仁法親王（楞厳定院御室）が還俗し改称した小松宮彰仁親王が、1883年（明治16年）に仁和会を組織し、仁和寺の復興に尽力。31世以降は門跡に皇族を迎えることは無くなった。
1900年（明治33年）9月、仁和寺を本山とする真言宗御室派として独立する。
1926年（大正15年）には（真言宗高野派（総本山金剛峯寺）・真言宗大覚寺派（大本山大覚寺））と合同して金剛峯寺を総本山とする古義真言宗を組織する。
1941年（昭和16年）3月、古義真言宗・新義真言宗系の宗派が政府の政策によって合同し、大真言宗が成立する。が、戦後独立し、1946年（昭和21年）、再び真言宗御室派として発足した。

## 仁和寺門跡歴代
1. 宇多天皇（光孝天皇第7皇子）：空理・金剛覚
2. 大御室（三条天皇第4皇子）：性信入道親王
3. 中御室（白河天皇第3皇子）：覚行法親王（覚念）
4. 高野御室（白河天皇第4皇子）：覚法法親王（真行）
5. 紫金台寺（しこんだいじ）御室（鳥羽天皇第5皇子）：覚性入道親王（信法）
6. 喜多院御室（後白河天皇第2皇子）：守覚法親王（守法）
7. 後高野御室（後白河天皇第8皇子）：道法法親王（尊性）
8. 光台院御室（後鳥羽天皇第2皇子）：道助入道親王
9. 金剛定院御室（後高倉院第2皇子）：道深法親王
10. 開田准后（藤原道家第5子）：法助准后
11. 後中御室（後嵯峨天皇第6皇子）：性助法親王
12. 高雄御室（後深草天皇第4皇子）：性仁法親王
13. 尊勝院御室（後深草天皇第6皇子）：深性法親王
14. 常瑜伽院御室（伏見天皇第3皇子）：寛性法親王
15. 禅河院御室（後伏見天皇第3皇子）：法守法親王
16. 後常瑜伽院御室（後光厳天皇第5皇子）：永助法親王（空助）
17. 法金剛院御室（後小松天皇猶子）：承道法親王
18. 後光台院御室（後花園天皇猶子）：法深法親王（弘覚・静覚）
19. 後禅河院御室（後柏原天皇第2皇子）：覚道法親王
20. 厳島御室（伏見宮貞敦親王第4子）：任助法親王
21. 後南御室（後陽成天皇第1皇子）：覚深法親王
22. 後大御室（後水尾天皇第3皇子）：承法法親王（性承）
23. 後金剛定院御室（霊元天皇第2皇子）：覚観法親王（覚恕・覚隆）
24. 後光明寿院御室（京極宮文仁親王第2子）：守恕法親王
25. 宝荘厳院御室（中御門天皇第4皇子）：慈仁法親王
26. 三摩耶心院御室（中御門天皇第6皇子）：遵仁法親王
27. 金剛心院御室（有栖川宮職仁親王第3子）：覚仁法親王
28. 後喜多院御室（閑院宮典仁親王第2子）：深仁法親王
29. 不壊身院御室（有栖川宮職仁親王第11子）：済仁法親王
30. 楞厳定院御室（伏見宮邦家親王第5子）：純仁法親王（勅命により復飾、還俗して小松宮彰仁親王と改称する）
31. 冷泉照道
32. 冷泉玄誉
33. 別處栄厳
34. 釈雲照
35. 泉智等
36. 土宜法龍
37. 浦上隆応
38. 石堂恵猛
39. 岡本慈航
40. 花桝智勝
41. 森諦圓
42. 小田慈舟
43. 立部瑞祐
44. 小林隆仁
45. 松村祐澄
46. 吉田裕信
47. 堀智範
48. 佐藤令宜
49. 南揚道
50. 立部祐道
51. 瀬川大秀

## 宗務組織
- 管長（仁和寺門跡が就任。宗派の代表役員。任期あり。選挙制）
  - 最高顧問・顧問会（管長の諮問機関・非公開）
- 宗務庁
  - 宗務総長（仁和寺執行長が就任。責任役員・任期4年）
  - 執行（執行長を置く）
  - 責任役員会（5名）
  - 総務部
  - 教学部
  - 財務部
- 宗会（公選議員14名・特選議員3名（計17名）で構成。任期4年。）
- 地方教区に宗務支所（三重・京都・奈良・和歌山・大阪・兵庫・備前・美作・広島・山口・香川・愛媛・徳島・福岡・肥前）の17ヶ所。宗務支所が設置されていない所は直轄とする。

### 関連組織
- 仁和会
- 仁和寺護持財団

## 僧階・僧籍
- 僧階（全15級）
  - 1級 大僧正
  - 2級 権大僧正
  - 3級 中僧正
  - 4級 権中僧正
  - 5級 少僧正
  - 6級 権小僧正
  - 7級 大僧都
  - 8級 権大僧都
  - 9級 中僧都
  - 10級 権中僧都
  - 11級 少僧都
  - 12級 権少僧都
  - 13級 大律師
  - 14級 律師
  - 15級 権律師
- 権大僧都（真言宗各派経営の大学卒業者と細則の該当者）その他の僧階は細則による。
  - 真言宗他派から御室派へ転入する僧侶・教師の僧階は、旧所属宗派の僧階をそのまま継承できない。御室派の管長より、僧階の補任を受け、礼録を納めなければならない。
- 教階（主教・弘教・示教・司教・補教）
- 住職（得度と度牒を受け、四度加行の後、伝法灌頂に入壇。練行を行った者）
- 名誉住職
- 教師（僧侶で教師の補任された者。教師に補任されることが、住職の就任条件でもある）
  - 名誉住職または教師が教師義納金の納付を5年以上未納した場合は僧籍を削除する。
- 布教師教階（輔教・司教・示教・弘教・主教）　また、（教師の研鑽と補任のために）教学審議会を開催する。

## 年中行事
- 1月1日: 修正会
- 1月6日: 御室流華道生初式
- 1月7日: 初祈祷
- 1月上旬: 御修法遥拝
- 1月21日: 献米供
- 2月3日: 大般若転読法要（節分会）
- 2月15日: 常楽会
- 2月下旬: 土砂加持法要
- 3月21日: 正御影供・彼岸会
- 4月1日～: 霊宝館・春季名宝展開催（50日間）
- 4月8日: 仏生会
- 桜開花期～: さくら祭り
- 4月18日: 観音大祭
- 5月中旬: 御室流華道全国挿華大会
- 5月下旬: 大般若転読法要
- 6月15日: 宗祖弘法大師降誕会
- 9月8日: 開山忌
- 9月21日: 彼岸会
- 10月1日～: 霊宝館秋季名宝展開催（50日間）

### 毎月行事
- 毎月21日: 御影供
- 毎月28日: 大黒天招福護摩供

### 臨時法会
- 宗祖誕生・入定遠忌法会（50年ごと）
- 開山寛平法皇遠忌法会（50年ごと）
- 歴代法親王・門跡追善法会（50年ごと）
- 成就山八十八ヶ所開創法会（50年ごと）
- 先師忌（年回忌）

## 教育機関
- 仁和伝法所(仁和寺所管）
- 仁和密教学院（1972年（昭和47年）設立・仁和寺内）（仁和寺所管）
- 御室流華道総司庁
- 種智院大学（協同経営）
- 洛南高等学校・附属中学校（協同経営）

## 施設
- 霊宝館（仁和寺内に設置・期間限定で有料一般公開される）
- 御室会館（仁和寺内、宿坊）
- 御室老人いこいの家（京都市委託経営）

## 教義
古義真言宗の教義に準じる。